# Macrocamptoptera sundholmi
Macrocamptoptera sundholmi är en stekelart som först beskrevs av Karl-Johan Hedqvist 1962.  Macrocamptoptera sundholmi ingår i släktet Macrocamptoptera och familjen dvärgsteklar. Arten är reproducerande i Sverige. Inga underarter finns listade i Catalogue of Life.